# Александровск (Луганская область)
Алекса́ндровск (укр. Олекса́ндрівськ) — город районного значения в Луганской области Украины. С 2014 года контролировался управляемой из России марионеточной Луганской Народной Республикой. В настоящее время под российской оккупацией.

## Географическое положение
Подчинён Луганскому городскому совету города Луганск. Является центром Александровского городского совета, которому подчинены посёлки Тепличное и Дзержинское.
Расположен на реке Лугани, в основном на левом её берегу. Соседние населённые пункты: посёлок Тепличное и город Луганск (ниже по течению Лугани) на востоке, посёлки Дзержинское и Юбилейное на юге, сёла Гаевое на юго-западе, Сабовка, Говоруха и Новосёловка (все три выше по течению Лугани) на западе, Жёлтое, Крутая Гора на северо-западе, Земляное, Шишково и посёлок Металлист на северо-востоке.

## История
Исторические названия — Юзбашевка, Александровка. Поселение возникло в конце XVIII века вокруг имения Константина Юзбаши и его сына Александра.
По имени Александра Константиновича Юзбаши село получило название Александровка.
С 1883 года имение Александровка и его земли принадлежали Голубеву Льву Викторовичу, общественному деятелю, благотворителю; камергеру Двора.
26 октября 1938 года Александровка стала посёлком городского типа, а в 1961 году — городом. В 1968 году основой экономики являлась добыча угля, также здесь действовал электроаппаратный завод.
В мае 1995 года Кабинет министров Украины утвердил решение о приватизации находившегося здесь АТП-10961.
В 2006 году был закрыт противотуберкулезный диспансер (находившийся в «Панском дворце»).
5 июня 2014 года Александровский горсовет признал Луганскую Народную Республику «как правовое социальное государство» и обязался придерживаться, в пределах города Александровска Временного Основного Закона (Конституции) ЛНР. , что противоречит Конституции Украины и ее основным законам. В нарушение основных Законов Украины «Народным мэром» 19 мая был избран Николай Стрельцов (депутат горсовета от КПУ и депутат Верховного Совета ЛНР).
После бегства бывшего городского главы Николая Грекова, руководителем городской администрации на «народном сходе» (не предусмотренного Законодательством Украины) в октябре 2014 года жители избрали сына местного священника Василия Лобова.

## Население
В январе 1989 года население составляло 7725 человек.
По состоянию на 1 января 2013 года численность населения составляла 6 635 человек.

### Языковой состав
По данным переписи 2001 года 41,73 % населения города указали украинский язык родным, 56,65 % — русский, 1,46 % — армянский, 0,16 % — другие языки.

## Транспорт
- находится в 3 км от железнодорожной станции Меловая[2] (на линии Луганск - Дебальцево)[8] Донецкой железной дороги

## Образование
- Средняя школа № 67
- Учебно-опытное хозяйство Луганского аграрного института.
- Дом культуры

## Известные уроженцы

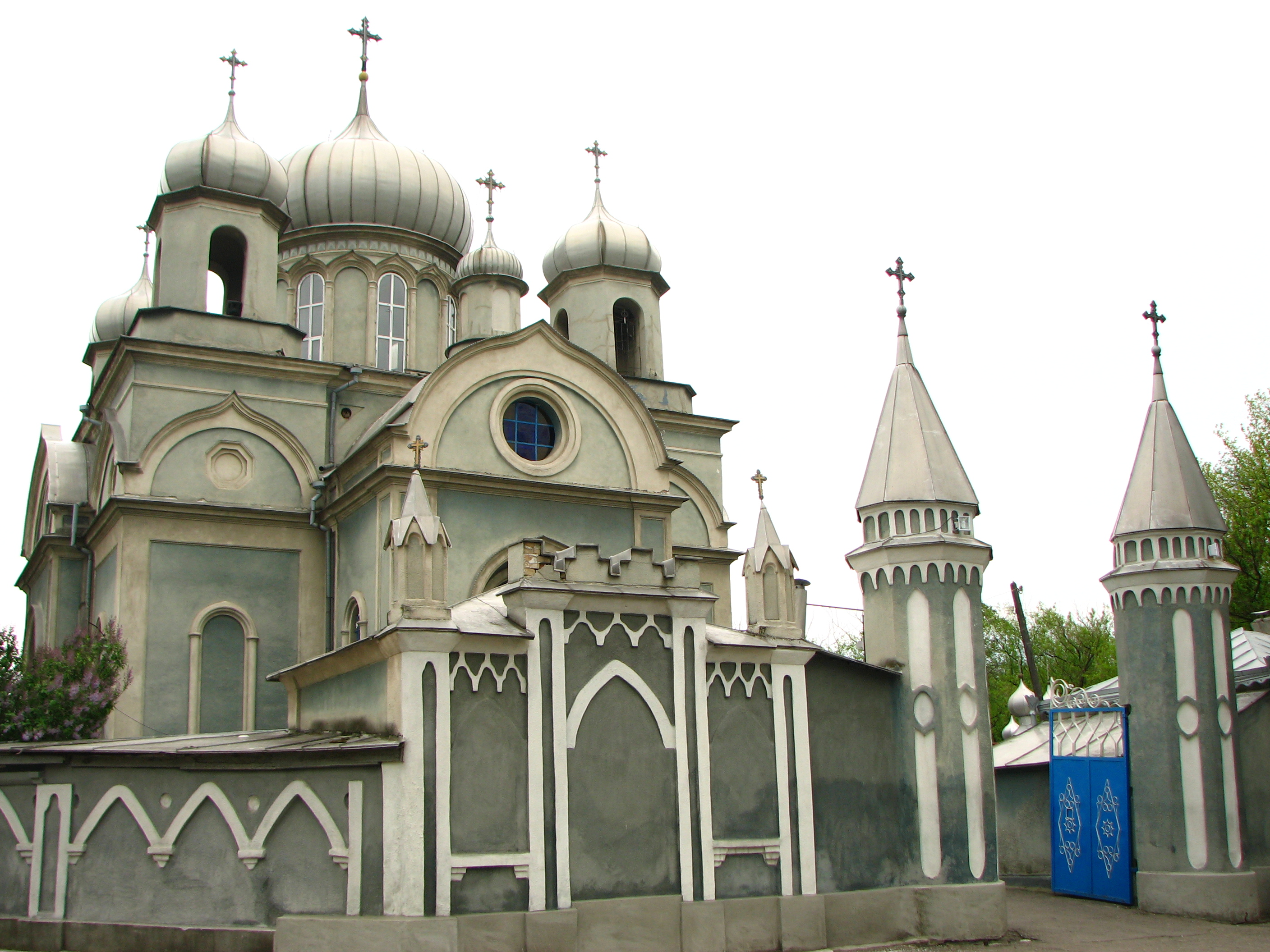
Свято-Вознесенский собор
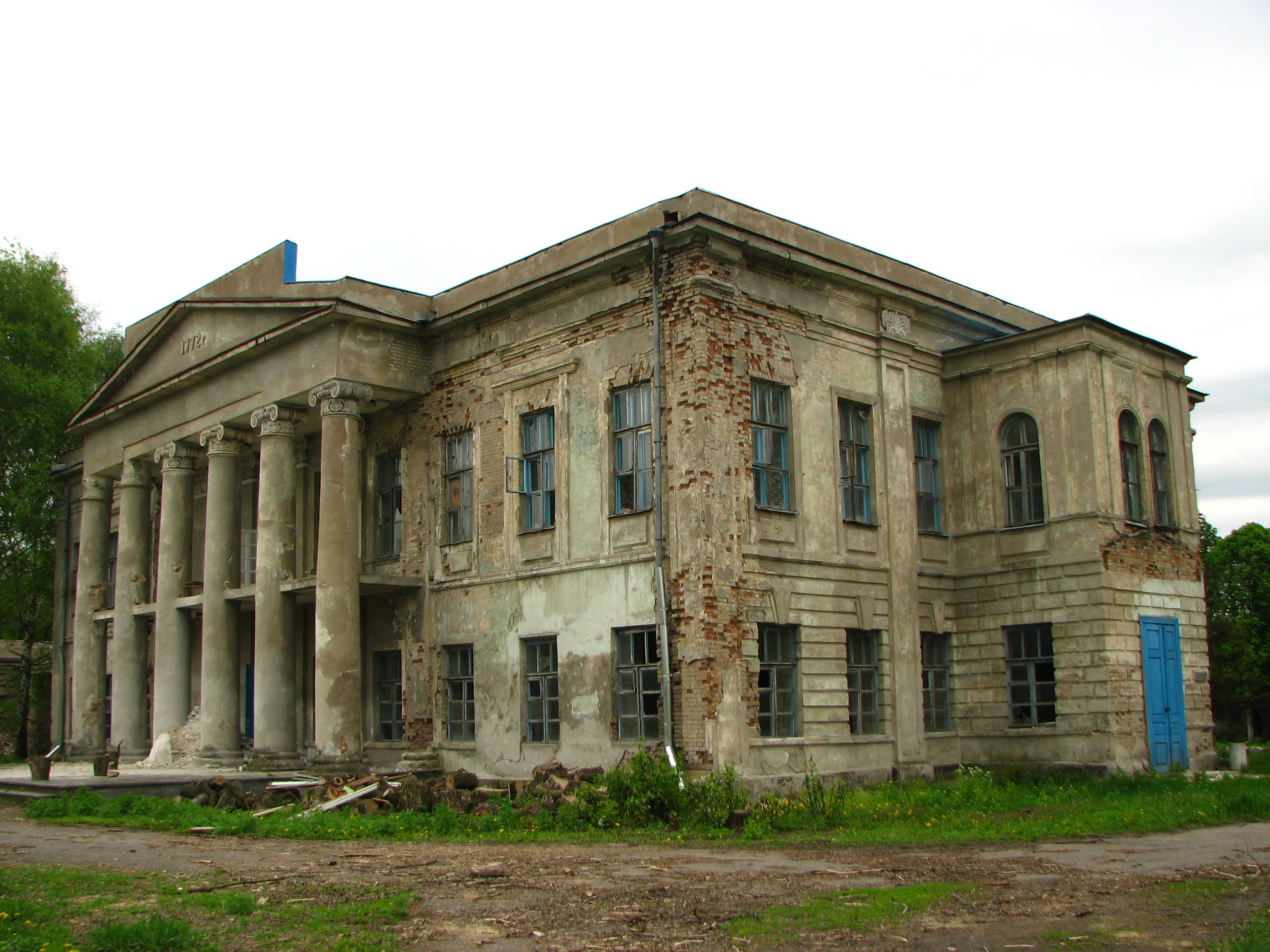
Усадьба Юзбашевка